# Dado
Dado — узбекистанский поп-дуэт, основанный в 1999 году в Ташкенте братьями Алишером и Рустамом Мадумаровыми, бывшими участниками группы «Anor» («Гранат»). Дуэт стал одним из самых коммерчески-успешных коллективов Узбекистана в начале 2000-х годов. Группа писала песни и выступала на таджикском, узбекском, русском, английском, турецком, немецком, французском, испанском, итальянском и других языках.
Первый студийный альбом Dado «Y?» был выпущен в 2000 году. В 2004 году вышел второй студийный альбом группы «Лето», одноимённая песня которого приобрела популярность в России. Группа стала популярной в Узбекистане и других странах СНГ, а песни группы «Yuragim», «Benom», «Лето» и «Chat-Pat» («Дискотека») стали хитами. Некоторые клипы группы были показаны на канале MTV Россия.
Группа прекратила деятельность в 2008 году. Однако в 2012 году были выпущены ремиксы на такие старые песни, как «Космонавты». Один из участников Dado, Рустам Мадумаров, был гражданским мужем Гульнары Каримовой, старшей дочери покойного президента Узбекистана Ислама Каримова. В 2014 году узбекский суд признал его виновным в уклонении от уплаты налогов и хищении миллионов долларов и приговорил к 10 годам лишения свободы. «Панамские документы» свидетельствуют о том, что на Мадумарова было записано большое количество зарубежных компаний, принадлежавших Каримовой.

## Дискография

### Альбомы
- 2000 — Y?
- 2002 — Лето

### Синглы
- Лето
- Benom
- Yuragim
- Leyla
- Yuguraman
- Dado Nado
- Я знаю тебя
- Я скучаю по тебе
- Chat pat
- Космонавты

### Клипы
- No One
- Не плачь
- Лето
- Benom
- Космонавты